# Антигравійна плівка

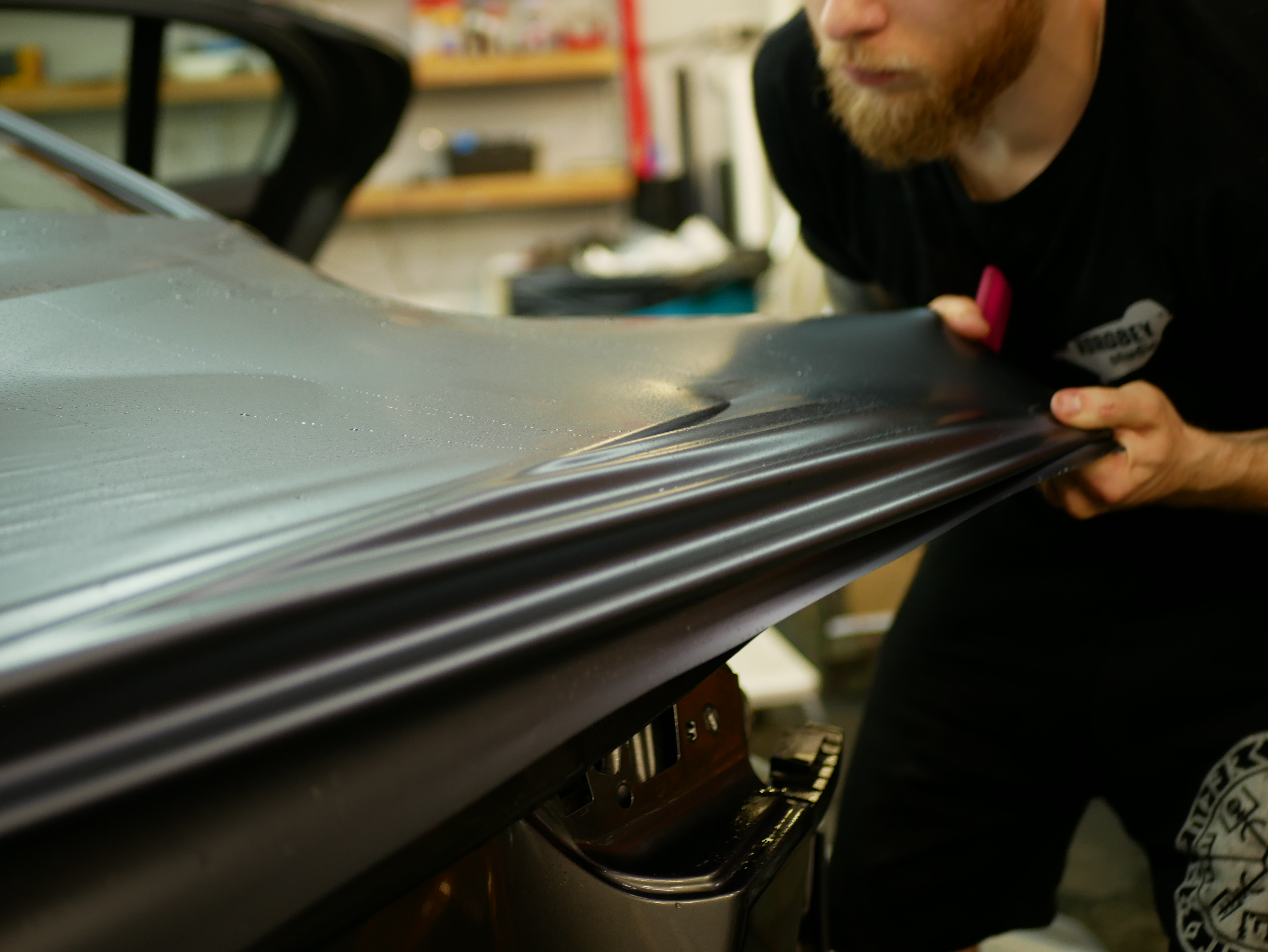
Процес влаштування кольорової плівки на кузов

Антигравійна плівка (також відома як бронеплівка або протиударна плівка) — це спеціалізований захисний матеріал, розроблений для захисту кузовних елементів автомобілів, мотоциклів, а також поверхонь з лако-фарбовими матеріалами від механічних ушкоджень, спричинених ударом гравію, сміття, бітуму та інших агресивних факторів. Цей продукт є результатом поєднання сучасних технологій в області полімерних матеріалів і нанотехнологій.

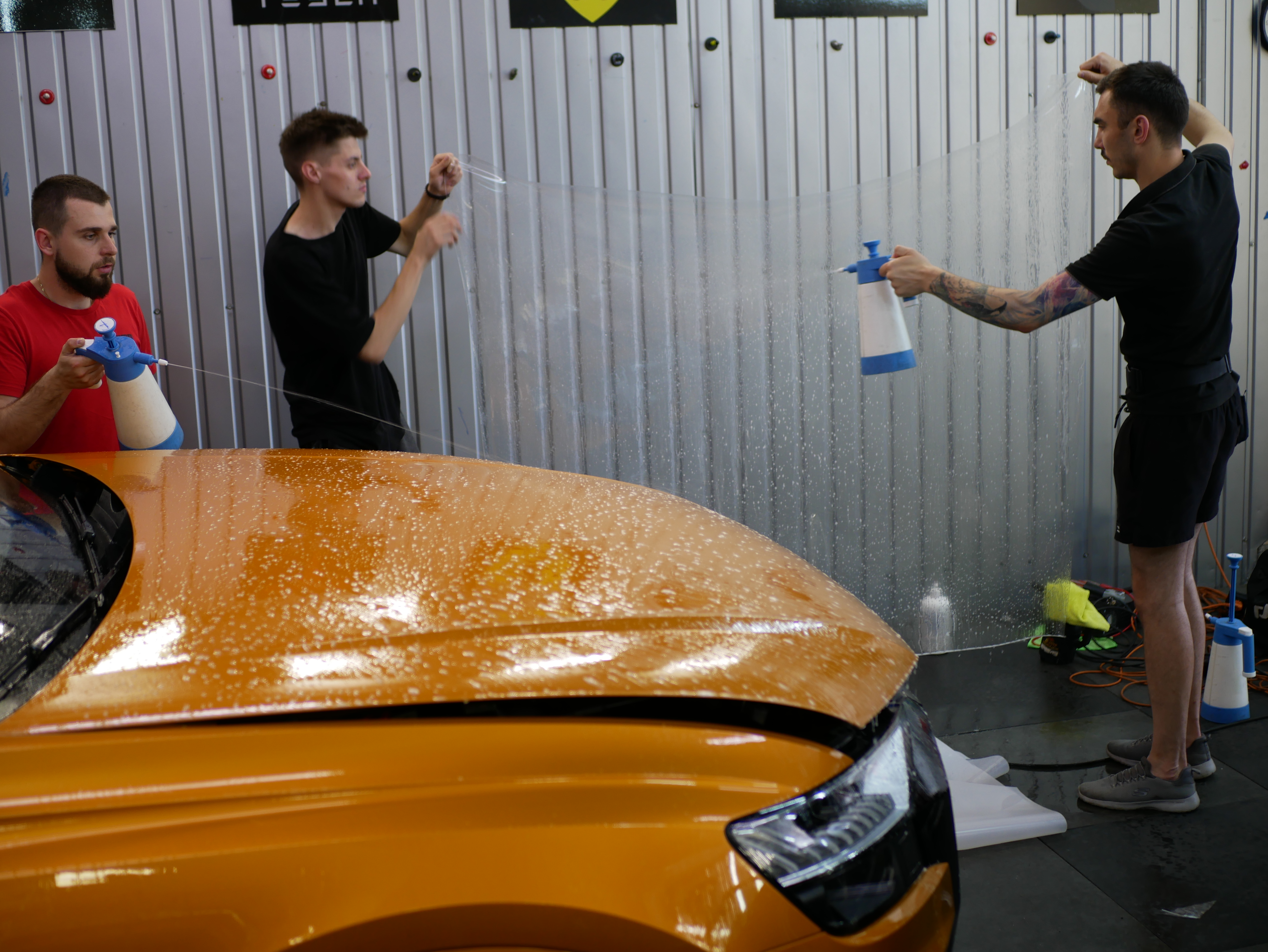
Нанесення спеціального розчину на поверхню плівки перед встановленням на кузов авто

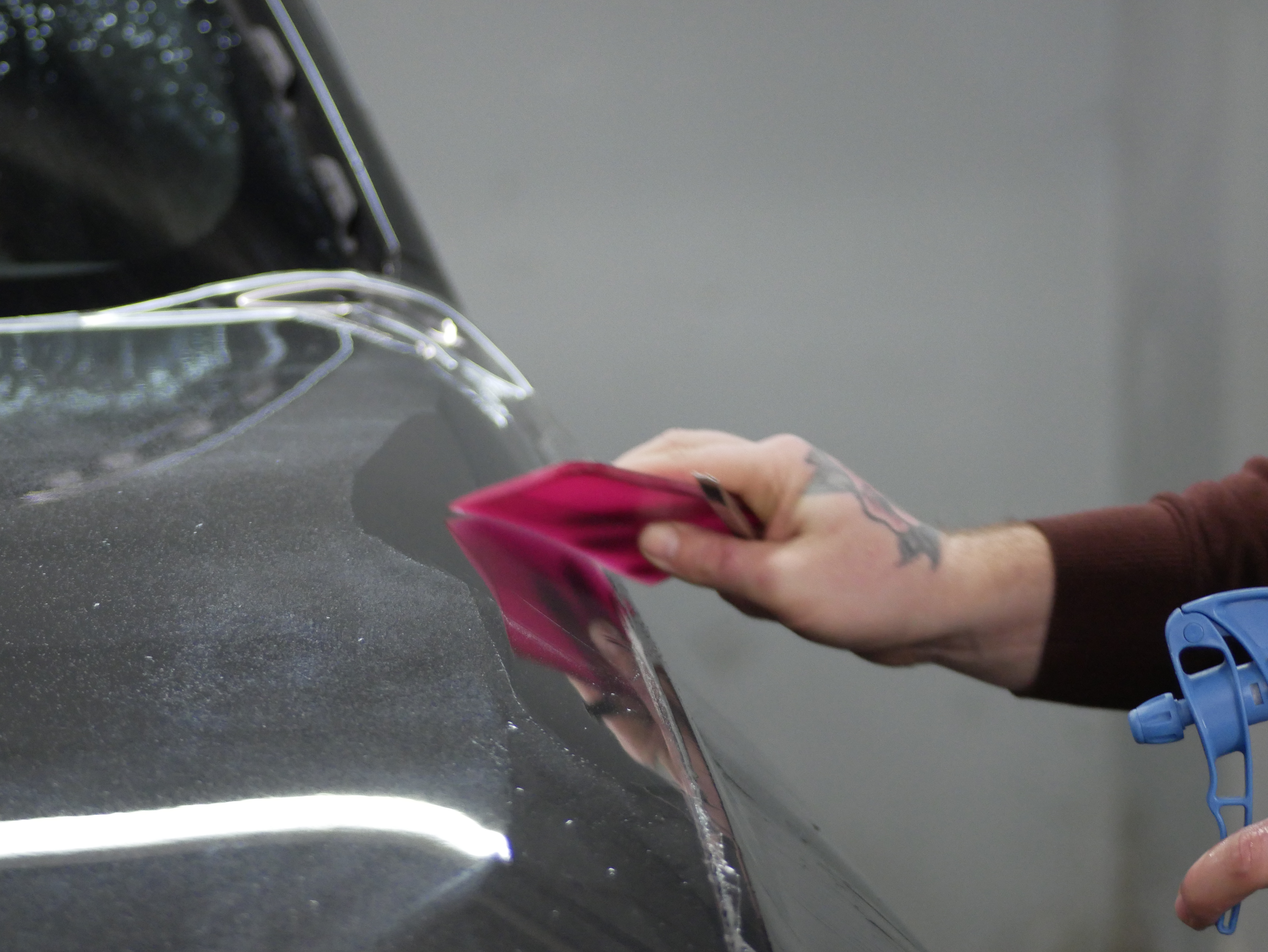
Влаштування прозорої бронеплівки

## Етимологія
Термін "антигравійна плівка" походить від двох слів: "анти", що вказує на захист від чогось, та "гравій", що означає малий камінь або галька. Слово "плівка" відноситься до форми продукту — тонкої, гнучкої полімерної плівки, яка накладається на поверхню автомобіля. Бронеплівка і протиударна плівка - це інші назви цього матеріалу, що відображають його захисні властивості.

## Властивості і переваги
Антигравійна плівка має унікальну структуру, яка дозволяє абсорбувати удари та удари від різних матеріалів, знижуючи можливість ушкодження поверхні. Вона також стійка до ультрафіолетового випромінювання, корозії та хімічних речовин. Гнучкість матеріалу дозволяє йому ефективно прилягати до різних форм поверхонь, не втрачаючи при цьому своїх захисних властивостей.

## Види антигравійної плівки
Антигравійна плівка виробляється в різних варіантах, які включають:
- Прозора плівка: найпоширеніший вид бронеплівки, який забезпечує захист без зміни оригінального кольору автомобіля. Прозорість плівки дозволяє використовувати її на поверхнях різних кольорів.
- Кольорова плівка: доступний в широкому діапазоні відтінків і використовується для надання автомобілю індивідуального стилю.
- Хромова плівка: надає поверхні автомобіля хромований вигляд, створюючи ефект металевого блиску.
- Плівка з ефектом карбону: завдяки своїй текстурі, створює ілюзію поверхні з вуглецевого волокна (карбону), надаючи автомобілю спортивний вигляд.

## Використання
Антигравійна плівка використовується в автомобільній промисловості для захисту кузова автомобіля, мотоцикла або будь-якої поверхні з лако-фарбовими матеріалами від ушкоджень. Її можна використовувати на різних поверхнях, що зазнають впливу агресивних факторів, таких як гравій, сміття, бітум та інше.